# Гаджіабад-е Моамар
Гаджіабад-е Моамар (перс. حاجي ابادمعمار) — село в Ірані, у дегестані Гакімабад, у Центральному бахші, шахрестані Зарандіє остану Марказі. За даними перепису 2006 року, його населення становило 0 осіб, що проживали у складі 0 сімей.

## Клімат
Середня річна температура становить 15,70 °C, середня максимальна – 34,62 °C, а середня мінімальна – -6,58 °C. Середня річна кількість опадів – 247 мм.
| Клімат поселення                              | Клімат поселення | Клімат поселення | Клімат поселення | Клімат поселення | Клімат поселення | Клімат поселення | Клімат поселення | Клімат поселення | Клімат поселення | Клімат поселення | Клімат поселення | Клімат поселення | Клімат поселення |
| Показник                                      | Січ.             | Лют.             | Бер.             | Квіт.            | Трав.            | Черв.            | Лип.             | Серп.            | Вер.             | Жовт.            | Лист.            | Груд.            |                  |
| Середній максимум, °C                         | 10,35            | 12,61            | 17,12            | 23,94            | 28,98            | 33,99            | 34,62            | 33,76            | 29,69            | 23,14            | 16,45            | 10,29            |                  |
| Середня температура, °C                       | 1,88             | 4,15             | 8,66             | 15,46            | 20,51            | 25,53            | 28,67            | 27,81            | 23,73            | 17,19            | 10,50            | 4,34             |                  |
| Середній мінімум, °C                          | −6,58            | −4,32            | 0,19             | 7,00             | 12,06            | 17,06            | 22,71            | 21,86            | 17,79            | 11,24            | 4,55             | −1,6             |                  |
| Норма опадів, мм                              | 34               | 34               | 45               | 30               | 22               | 4                | 2                | 1                | 1                | 15               | 24               | 35               |                  |
| Середньомісячна швидкість вітру, м/с          | 1.40             | 2.10             | 2.81             | 3.16             | 2.83             | 2.81             | 2.88             | 2.71             | 2.30             | 2.21             | 1.92             | 1.41             |                  |
| Середньомісячна сонячна радіація, кДж/м²·день | 9131             | 11869            | 14314            | 17916            | 22026            | 25855            | 25709            | 23369            | 19720            | 14455            | 10777            | 8651             |                  |
| --------------------------------------------- | ---------------- | ---------------- | ---------------- | ---------------- | ---------------- | ---------------- | ---------------- | ---------------- | ---------------- | ---------------- | ---------------- | ---------------- | ---------------- |
| Джерело:                                      |                  |                  |                  |                  |                  |                  |                  |                  |                  |                  |                  |                  |                  |